# Ala pieghevole
Un'ala pieghevole è una caratteristica di progettazione della configurazione delle ali degli aeromobili per risparmiare spazio ed è tipica degli aeromobili basati su portaerei che operano dallo spazio di coperta limitato delle portaerei. La piegatura consente all'aeromobile di occupare meno spazio in un hangar confinato perché l'ala piegata normalmente sale sopra la fusoliera diminuendo l'area del pavimento dell'aeromobile. Lo spazio verticale è inoltre limitato nei ponti dell'hangar della portaerei. Per far fronte a questo, alcuni velivoli come Supermarine Seafire e Fairey Gannet hanno cerniere aggiuntive per piegare le punte delle ali verso il basso, mentre altri come l'S-3 Viking hanno code pieghevoli. Le ali a chiusura variabile dell'F-14 Tomcat potrebbero essere "chiuse" per limitare lo spazio del ponte.

## Storia
Short Brothers, il primo costruttore di velivoli al mondo, sviluppò e brevettò meccanismi ad ala pieghevole per velivoli biplani come il Short Folder, il primo brevetto fu concesso nel 1913. Le ali biplano del Folder furono incernierate in modo da poter essere ripiegate orizzontalmente a fianco la fusoliera, generalmente tenuta in posizione da chiavistelli sporgenti lateralmente dalla parte posteriore della fusoliera.

## Descrizione
Da quando il monoplano ha soppiantato il biplano alla fine degli anni '30, praticamente tutti gli aeromobili ad ala fissa progettati per il servizio di bordo sono stati dotati di ali pieghevoli. Eccezioni sono: SBD Dauntless, F2A Buffalo e A4D / A-4 Skyhawk (tutti i tipi USN), Mitsubishi A5M e Yokosuka D4Y (giapponese) e Sea Harrier (britannico). Tutti e sei sono disegni relativamente compatti.
Il sistema di piegatura dell'ala ribaltabile a poppa Sto-Wing brevettato da Grumman, introdotto per la prima volta sul Grumman F4F-4 Wildcat, è stato utilizzato sin dalla seconda guerra mondiale su un certo numero di velivoli di trasporto progettati da Grumman, una versione di cui è ancora in uso nel 21 ° secolo sull'aereo Grumman E-2 Hawkeye a bordo di un aereo di allarme rapido (AEW) e sul suo derivato C-2 Greyhound.
Un altro velivolo navale Grumman, l'F-14 Tomcat, aveva ali a movimento variabile che potevano essere chiuse tra 20 ° e 68 ° in volo. Per il parcheggio, le ali potrebbero superare i 75 °.
Un'ala pieghevole presenta alcuni svantaggi rispetto ad un'ala fissa. È più pesante e ha connessioni più complesse per sistemi elettrici, di carburante, aerodinamici e strutturali.
Molti elicotteri navali hanno pale del rotore che possono essere allineate sulla fusoliera per risparmiare spazio a bordo delle navi.
Le superfici pieghevoli sono rare tra i progetti terrestri e vengono utilizzate su aeromobili troppo alti o troppo larghi per adattarsi agli hangar di servizio. Gli esempi includono il Boeing B-50 Superfortress e la sua coda pieghevole. Saab 37 Viggen e Boeing 377 Stratocruiser hanno alette posteriori pieghevoli che le rendono più basse per entrare negli hangar. L'aereo di linea a corpo largo twinjet Boeing 777 (classico) è stato offerto con alette pieghevoli per aeroporti confinati. I nuovi modelli Boeing 777X saranno dotati di una punta alare pieghevole più corta e più semplice di quanto previsto per il precedente Boeing 777. Ciò fornirà un extra di 7 metri (23 piedi) di apertura alare totale.